# Escola Municipal Armando Xavier de Oliveira

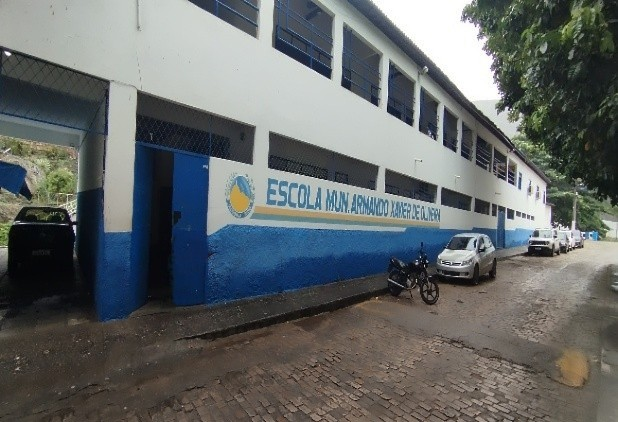
Escola Municipal Armando Xavier De Oliveira

A Escola Municipal Armando Xavier de Oliveira é uma instituição pública de ensino fundamental e EJA localizada em Jacobina, Bahia. Foi construída em 12 de abril de 1996, por Carlos Alberto Pires Daltro, gestor do município naquele período. A escola está situada na Rua Margem Rio do Ouro, no bairro Leader.

## Estrutura
A escola, em 2025, conta com aproximadamente 10 salas de aula, 6 banheiros para os alunos, quadra de esportes descoberta, pátio, um refeitório, uma sala de Atendimento Educacional Especializado (AEE), uma biblioteca e um auditório. Além disso, há salas destinadas à diretoria, à secretaria e outros setores administrativos. No total, a escola emprega cerca de 50 funcionários em diferentes funções, sendo aproximadamente 30 professores que atuam na instituição. A organização e as orientações do trabalho dos professores seguem as diretrizes estabelecidas pela prefeitura e pela Secretaria de Educação da cidade. Com infraestrutura adaptada, a escola conta com rampas, corrimãos, sinalização visual e salas de aula climatizadas, proporcionando acesso a todos, inclusive a alunos com deficiência ou mobilidade reduzida.

## Matrículas e formação extracurricular
A Escola Municipal Armando Xavier de Oliveira, no ano de 2024 em relação às matrículas, atende a diferentes etapas da educação básica. Nos anos iniciais do ensino fundamental, estão matriculados 114 alunos. Já nos anos finais, o número de matrículas é de 301. A escola também oferece Educação de Jovens e Adultos (EJA), com 41 estudantes matriculados, além de atender 47 alunos na modalidade de Educação Especial. Na sua formação extracurricular, a escola possui projetos ligados ao PPP da escola, como também projetos feitos anualmente pela SEMEC (Secretaria da educação municipal) e projetos focados no desenvolvimento de alunos do ensino fundamental I e fundamental II. Em 2024 a escola foi contemplada com o Programa institucional de iniciação a docência (Pibid). 